# Opus figlinum

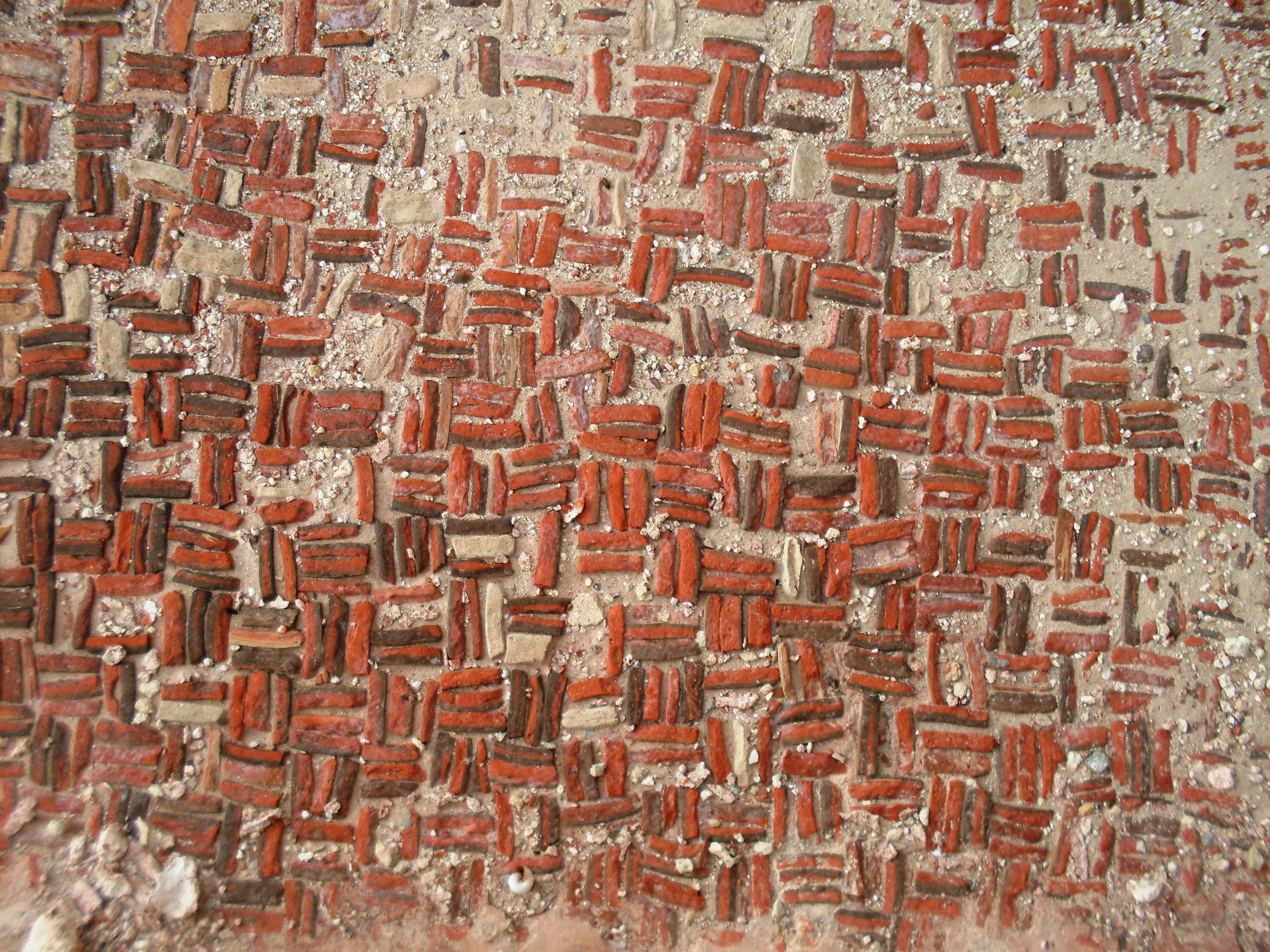
Vloer in opus figlinum in Neapolis, heden Nabeul, Tunesië.

Opus figlinum "pottenbakkerswerk", ook wel opus figulinum genoemd, is een vorm van Romeins plaveisel waarbij kleine keramische steentjes in een specifiek verband werden gelegd.

## Beschrijving
Bestrating in opus figlinum werd meestal gemaakt van rechthoekige keramische amfora- of baksteenfragmenten van dezelfde grootte, op hun kant in groepjes van drie geplaatst. De oriëntatie van aangrenzende groepjes is afwisselend verticaal en horizontaal; de juxtapositie wekt daardoor de visuele indruk van een vlechtpatroon. De steentjes werden op de ondervloer vastgezet met mortel. Soms werd de vloer versierd met stukjes kalksteen of marmer. De gebruikte steenfragmenten zijn heel klein: zo'n 2,5 x 2,5 x 2 cm.
Een vergelijkbare stijl was opus spicatum, waarbij de steentjes in een visgraatmotief werden gelegd. De Romeinen hadden ook een mozaïektechniek om een vlechtpatroon na te bootsen, dit heette pseudo-figlinum. Verder bestaat er een soort beschilderd Oud-Grieks aardewerk dat door de Romeinen opus figlinum aegagrorum werd genoemd; in het Nederlands is dit aardewerk bekend als wilde geitstijl.